# Okno pasywne
Zasugerowano, aby zintegrować ten artykuł z artykułem Dom pasywny (dyskusja). Nie opisano powodu propozycji integracji.
Okno pasywne – okno, które spełnia wymogi budownictwa pasywnego, czyli takiego, które dzięki wysokiej izolacyjności termicznej może być ogrzewane przez źródła ciepła wcześniej pomijane – promieniowanie cieplne Słońca oraz ciepło wydzielane przez mieszkańców i urządzenia domowe. Okno powinno charakteryzować się współczynnikiem przenikania ciepła dla całego okna Uw poniżej 0,8 W/(m2K). Mogą to być na przykład okna z pakietem trzyszybowym w konstrukcji drewnianej, drewniano-aluminiowej lub aluminiowej, często składową takiej konstrukcji jest specjalna pianka poliuretanowa. W odróżnieniu od standardowej głębokości ram okiennych (ok. 68 mm), okna pasywne mają od 88 do 120 mm głębokości. 
Najczęściej wybierane są jednak okna wykonane z PCW, ponieważ wyróżnia je niska cena przy porównywalnych parametrach cieplnych i akustycznych okna. Profil okien pasywnych z PCW podzielony jest wewnątrz przynajmniej na 6 komór, przez co między innymi konstrukcja zyskuje tak dobre parametry cieplne. 
Głównym zadaniem okien pasywnych jest zapewnienie wysokiej szczelności budynku i uniemożliwienie powstawania mostków termicznych.